# County Meath
Meath (Aussprache [miːθ], irisch An Mhí [ən̪ viː]) ist ein County in der Province Leinster in der Republik Irland. Der irische Name bedeutet Mitte.

## Geografie
Die Grafschaft liegt in der zentralirischen Ebene und besteht fast ausschließlich aus Weideland.

## Geschichte
Aus der Frühgeschichte sind hier gut erhaltene Megalithanlagen der Boynekultur zu finden. Die Gründung des alten Königssitzes Tara geht auf die frühgeschichtliche Epoche zurück. Im frühen Mittelalter war Meath eines der irischen Königreiche und umfasste das Gebiet des heutigen Meath und Westmeath sowie Teile von Cavan und Longford. Der mythische König Tuathal Techtmar soll die fünfte Provinz Mide aus Teilen der vier anderen Provinzen gegründet haben und er war der erste, der den Tribut Bóruma von Leinster einhob. Zwischen 100 und 565 war Meath mit Connacht vereinigt. 1172 wurde das County von König Heinrich II. von England als Lehen an Hugh de Lacy gegeben.
Am Ufer des Flusses Boyne fand 1690 die Schlacht am Boyne statt, durch die die englische (protestantische) Herrschaft über Irland für mehr als 200 Jahre sichergestellt wurde.

## Wirtschaft
In der Landwirtschaft herrschen Rinder- und Schafzucht vor. Daneben gibt es Bekleidungs- und Möbelindustrie.

## Politik
Nach der Kommunalwahl im Juni 2024 ergibt sich im Meath County Council die folgende Sitzverteilung.
Für die Wahlen in das irische Parlament (Dáil Éireann) ist Meath in die zwei Wahlkreise Meath East und Meath West aufgeteilt, diese senden zusammen sieben Abgeordnete dorthin. Bei der Wahl 2024 gab es folgendes Ergebnis:
| Partei           | Sitze |
| ---------------- | ----- |
| Fine Gael        | 11    |
| Fianna Fáil      | 9     |
| Sinn Féin        | 6     |
| Social Democrats | 1     |
| Unabhängige      | 13    |

| Partei      | Sitze |
| ----------- | ----- |
| Sinn Féin   | 2     |
| Fianna Fáil | 2     |
| Fine Gael   | 1     |
| Unabhängige | 2     |

## Sehenswürdigkeiten

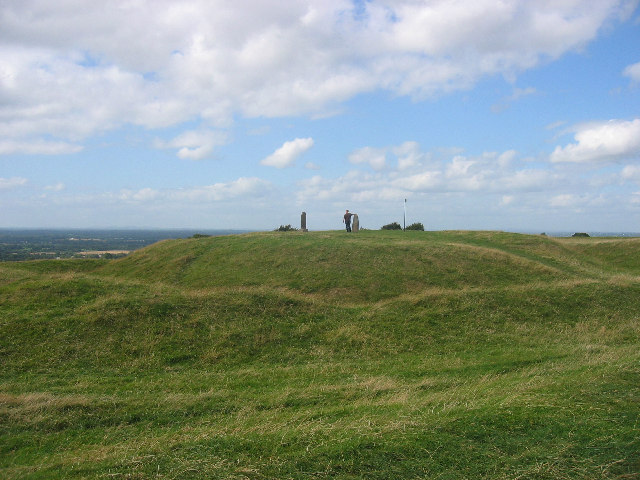
Hill of Tara

- Brú na Bóinne („Boyne Palast“): drei megalithische Hügelgräber (Newgrange, Knowth, Dowth)
- Hill of Tara: Reste eines Hügelgrabs und Ringforts – Tara war laut Legende der Sitz der Irischen Hochkönige.
- Loughcrew oder Sliabh na Caillighe: Megalithischer Friedhof
- Fourknocks Passage tomb
- Rundturm und Hochkreuze in Kells
- Bective Abbey Ruine einer ehemaligen Zisterzienserabtei
- Trim Castle

## Persönlichkeiten
- Wallis Bird (* 1982), Musikerin, im County Meath geboren
- Pierce Brosnan (* 1953), Schauspieler, aufgewachsen in Navan
- John Bruton (1947–2024), Taoiseach (Ministerpräsident) und Botschafter der Europäischen Union in den Vereinigten Staaten, wurde in Dunboyne geboren.
- Siobhan Fahey (* 1958), Sängerin (Bananarama; Shakespear’s Sister), wurde in Dunshaughlin geboren.
- Denis Farrelly (1912–1974), Politiker
- John Farrelly (* 1954), Politiker
- Brian Fitzgerald (* 1947), Politiker
- James Griffin (1899–1959), Politiker
- Colm Hilliard (1936–2002), Politiker
- William Johnson, 1. Baronet (1715–1774), Major-General sowie Superintendent of Indian Affairs des British Empire in Nordamerika, wurde in der Nähe von Warrenstown geboren
- Henry Johnston (1908–1977), Politiker
- Michael Lynch (1934–2019), Politiker
- Frank McLoughlin (* 1946), Politiker